# Liste der Monuments historiques in La Roche-sur-Yon
Die Liste der Monuments historiques in La Roche-sur-Yon führt die Monuments historiques in der französischen Gemeinde La Roche-sur-Yon auf.

## Liste der Bauwerke
| Bezeichnung                      | Beschreibung | Standort                           | Kennzeichnung | Schutzstatus | Datum | Bild           |
| -------------------------------- | ------------ | ---------------------------------- | ------------- | ------------ | ----- | -------------- |
| Abtei Fontenelles                |              | Les Fontenelles (Lage)             | PA00110211    | Classé       | 1948  | weitere Bilder |
| Kirche St-Louis                  |              | Place Napoléon (Lage)              | PA00110212    | Classé       | 1982  | weitere Bilder |
| Krankenhaus                      |              | Rue du Maréchal-Foch (Lage)        | PA00110213    | Inscrit      | 1981  | weitere Bilder |
| Hôtel de préfecture de la Vendée |              | Place François-Mitterrand (Lage)   | PA00110216    | Inscrit      | 1991  |                |
| Justizpalast                     |              | Place Napoléon (Lage)              | PA00110214    | Inscrit      | 1985  |                |
| Pavillon Renaissance             |              | Place de la Vieille-Horloge (Lage) | PA00110215    | Inscrit      | 1930  | weitere Bilder |
| Denkmal Napoléon                 |              | Place Napoléon (Lage)              |               | Inscrit      | 2016  | weitere Bilder |
| Théâtre à l'italienne            |              | Place du Théâtre (Lage)            | PA00110217    | Inscrit      | 1985  | weitere Bilder |